# Zoo de Hanoï
Le zoo de Hanoï aussi connu sous le nom de jardin zoologique de Hanoï est situé au coin des rues de Cau Giay et de Buoi à Hanoi, ou plus généralement dans l'ouest du centre-ville. Ce parc regroupe des centaines d'animaux dont le chat de Temminck.
Le zoo de Hanoï a ouvert ses portes en mai 1977. Il couvre une superficie de 29 ha dont 6 ha de bassins aquatiques.